# Зеленский, Михаил Михайлович
Михаил Михайлович Зеленский (1843 — после 1882) — русский художник, специалист по историческим сюжетам.

## Биография
Происходил из мещан. В 1855–1871 учился в ИАХ, в классе исторической живописи у А. Т. Маркова и Ф. А. Бруни. За период учёбы получил все существующие академические награды: две малых серебряных медали (1861 и 1862), две больших серебряных медали (1862 и 1863). В 1865 году удостоен малой золотой медали за представленную на академической выставке того же года картину «Апостол Пётр поражает смертью Ананию и Сапфиру, жену его, за ложь» (в Красноярском художественном музее). В 1871 году за программу «Воскрешение дочери Иаира» (в Радищевском музее в Саратове; эскиз — в Третьяковской галерее в Москве) получил большую золотую медаль и право на пенсионерскую поездку за границу сроком на шесть лет.
С 1872 года — пенсионер ИАХ. Работал в Вене, Инсбруке и Париже. В 1874 году отказался от пенсионерства по состоянию здоровья. Получил звание классного художника 1-й степени «по живописи исторической» (1875). Дальнейшая судьба Зеленского после этого момента неизвестна.

## Галерея

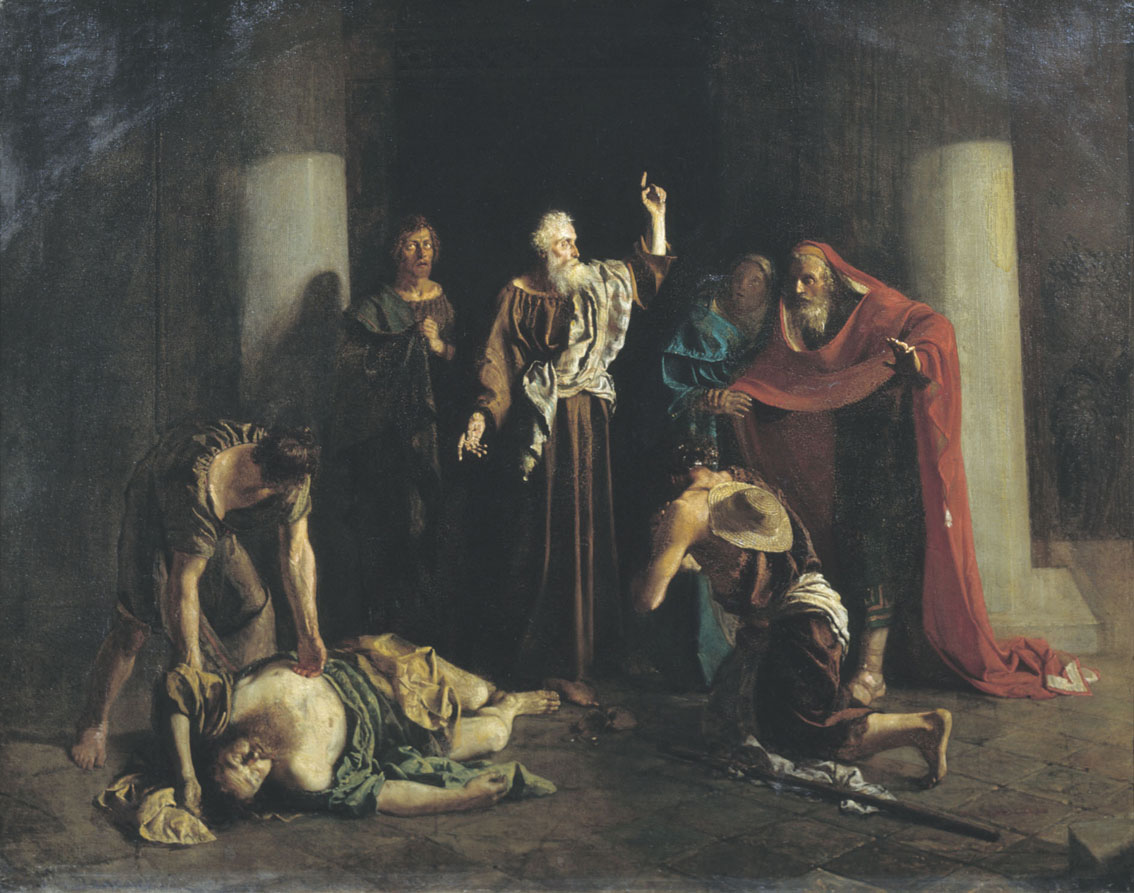
Апостол Пётр поражает смертью Ананию и жену его Сапфиру за ложь (1863)
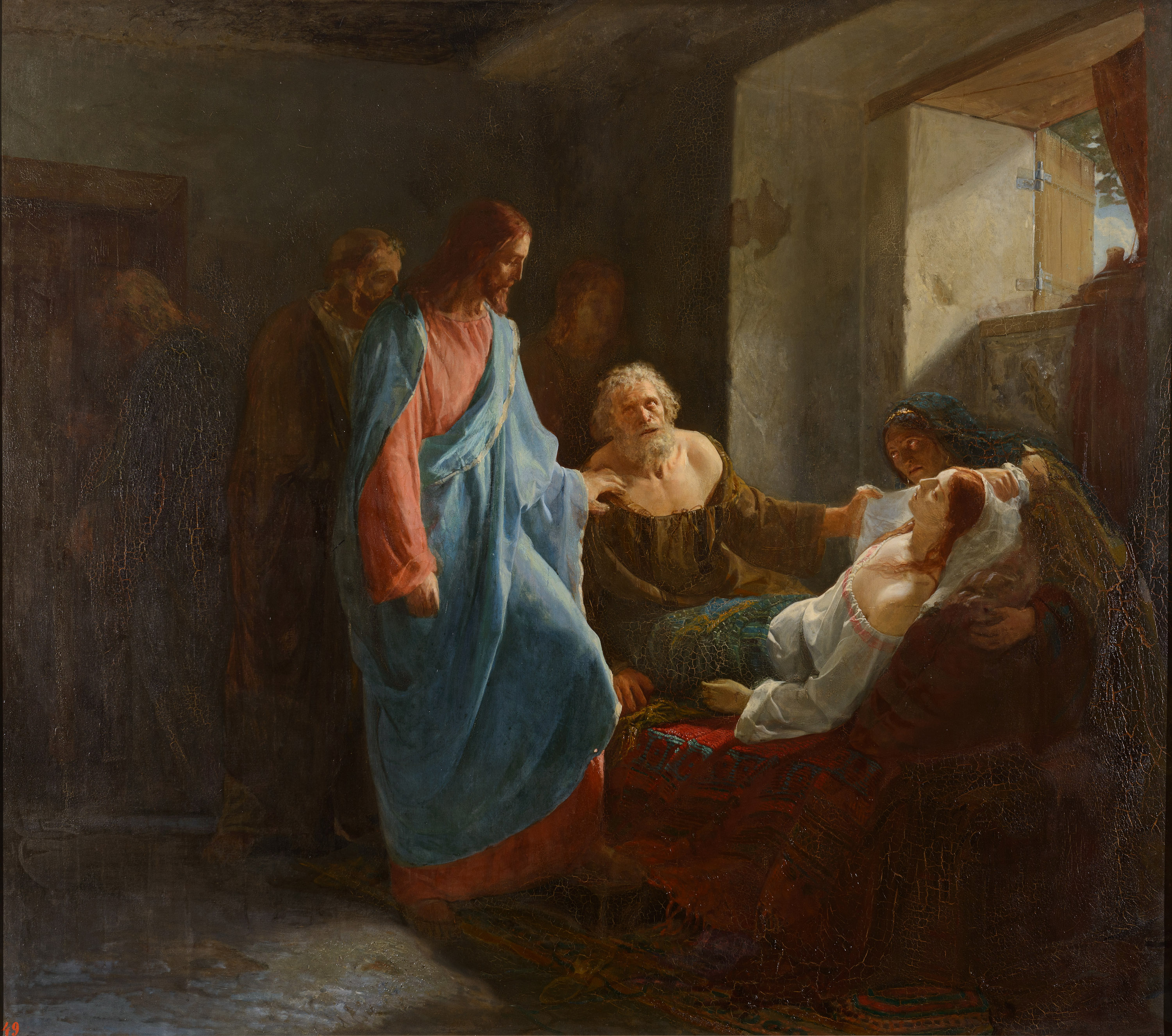
Воскрешение дочери Иаира (1871)